# Rui Almeida
Pour les articles homonymes, voir Almeida (homonymie) et Rui Almeida (homonymie).
Rui Almeida, né le 29 septembre 1969 à Lisbonne, est un entraîneur portugais de football.

## Biographie
Entraîneur adjoint à Estoril puis au CD Trofense durant les années 2000, Almeida entraîne de 2010 à 2012 l'équipe de Syrie olympique, qu'il manque de peu de qualifier pour les Jeux olympiques d'été de 2012 à Londres. Ensuite, il travaille en tant qu'adjoint de Jesualdo Ferreira au Panathinaïkos, au Sporting Portugal, au Sporting Braga et au Zamalek SC,.
Polyglotte (il parle français, portugais, espagnol, italien, anglais et arabe), Rui Almeida devient l'entraîneur principal du Red Star FC, tout juste promu en Ligue 2 française, en 2015,, pour sa première saison il manque de peu l'accession en Ligue 1, avant d'être évincé en décembre 2016, à la suite d'un début de deuxième saison moins réussi. Il retrouve le 27 février un poste d'entraineur au SC Bastia. Le 26 juin 2017, il se sépare d'un consentement mutuel avec le SC Bastia à la suite de la relégation du club en Ligue 2 puis en National 1.
Le 30 mai 2018, il devient l'entraîneur de l'ES Troyes AC en remplacement de Jean-Louis Garcia jusqu'en juin 2020.
Le 9 juin 2019, il quitte l’ES Troyes AC alors qu’il lui reste deux ans de contrat après une 3ème place en Ligue 2 française et une défaite en barrage d'accession à la Ligue 1, et devient officiellement l’entraîneur du Stade Malherbe Caen. Le 28 septembre 2019, au lendemain d'une 4e défaite de rang face à Grenoble 1-0 il est démis de ses fonctions.
Après un court passage à Gil Vicente (7 matchs), il revient en France en 2022 et signe au Chamois niortais avant d'être remercié après 18 rencontres et remplacé par Oumar Tchomogo jusqu'à l'arrivée de Bernard Simondi.
Le 14 octobre 2023, il devient l'entraîneur de la JS Kabylie, en remplacement de Youcef Bouzidi, jusqu'en juin 2025. Le 25 janvier 2024, il est remercié, après 10 rencontres, par la direction de la JSK.

## Palmarès

### Entraîneur adjoint
- Championnat du Portugal D3 (Zone Sud) : 
  - Champion en 2003 avec Estoril

- Championnat du Portugal D2 : 
  - Champion en 2004 avec Estoril

- Championnat d'Égypte : 
  - Champion en 2015 avec le Zamalek SC.